# Новинар
„Новинар“ е български национален информационен всекидневник в София.
Първият брой излиза на 14 декември 1992 г. Новините във вестника са за България, света, спорт, култура, стил. „Новинар“ е част от BSS Media Group.
Вестникът спира да излиза от 2 юли 2016 г.